# Batushka
I Batushka (in cirillico: БАТЮШКА?) sono un gruppo musicale black metal polacco formatosi nel 2015 a Białystok, Polonia. I testi delle loro canzoni sono fortemente ispirati alla Chiesa ortodossa russa e a poemi in slavonico.

## Storia
La band è stata fondata nella primavera del 2015 dal cantautore e polistrumentista Krzysztof "Derph" Drabikowski, avendo avuto l'idea di combinare il black metal e le canzoni tradizionali liturgiche della Chiesa ortodossa dopo aver letto dei commenti sotto dei video di canti liturgici bizantini su YouTube, i quali affermavano che “Gli inni di Dio sono più metal di qualsiasi cosa satanica black metal là fuori”.
Nel novembre del 2015, il gruppo pubblicò un singolo intitolato "Yekteníya VII" il quale precedette il loro album di debutto "Litourgiya", pubblicato il mese successivo. L'album venne acclamato dalla critica, che lo etichettò come uno dei migliori album metal del 2015.
Nel dicembre del 2018, Drabikowski annunciò attraverso un post di Instagram la sua separazione dal cantante Bartłomej "Bart" Krysiuk a causa del tentativo di quest'ultimo di appropriarsi del suo progetto. Da questa disputa nacquero due diverse versioni della band.
Il 27 maggio del 2019, i Батюшка di Drabikowski pubblicarono l'album "Панихнда" (Panihida), che fu ben accolto sia dalla critica che dai fan.
Il 12 luglio del 2019, i Batushka di Krysiuk pubblicarono a loro volta un album intitolato "Hospodi", il quale ricevette recensioni contrastanti da parte dei critici e fu stroncato dalla maggior parte dei fan per via dell'illegittimità della versione della band di Krysiuk.
Il 9 settembre del 2024, dopo aver perso la battaglia legale con Drabikowski, Krysiuk annuncia che la sua band cambierà nome da Batushka a Patriarkh.

## Formazione

### Prima della separazione
- Христофор (Krzysztof "Derph" Drabikowski) – chitarra, basso, voce, batteria
- Варфоломей (Bartłomiej "Bart" Krysiuk) – voce

### Ex componenti
- Мартин (Marcin "Beny" Bielemiuk) – batteria (2015–2018)

### Батюшка (Drabikowski)
- Лех – voce (2018–presente)
- Черный Монах (Patryk G.) – cori (2018–presente)
- Jatzo (Jacek Łazarow) – batteria (2018–presente)

### Patriarkh (Ex Batushka–Krysiuk)
- Paweł Jaroszewicz – batteria (2018–presente)
- Paluch (Artur Grassmann) – basso (2018–presente)
- P. (Paweł Bartulewicz) – chitarra (2018–presente)
- Błażej Kasprzak – cori (2018–presente)
- Jaca (Jacek Wiśniewski) – cori (2018–presente)
- Krzysztof Kingbein – batteria (2019–presente)

## Discografia

### Come Batushka
- 2015 - Litourgiya

### Батюшка (Drabikowski)
- 2019 - Панихнда (Panihida)

### Batushka (Krysiuk)
Album in studio
- 2019 - Hospodi

EP
- 2020 - Raskol
- 2021 - Heavenly King

Live
- 2020 - Black Liturgy